# Sialang Jaya (Rambah)
Sialang Jaya is een bestuurslaag in het regentschap Rokan Hulu van de provincie Riau, Indonesië. Sialang Jaya telt 1012 inwoners (volkstelling 2010).